# Thập niên 330 TCN
Thập niên 330 TCN hay thập kỷ 330 TCN chỉ đến những năm từ 330 TCN đến 339 TCN.